# Corry Evans
Corry John Evans, severnoirski nogometaš, * 30. julij 1990, Belfast, Severna Irska.
Evans igra na položaju veznega igralca ali branilca za Sunderland in severnoirsko reprezentanco.